# Asplenium pseudoangustum
Asplenium pseudoangustum là một loài thực vật có mạch trong họ Aspleniaceae. Loài này được Stolze miêu tả khoa học đầu tiên năm 1984.